# ماهر عبد النور
ماهر عبد النور(1922 - 1999) هو مهندس تصميم سينمائي مصري.

## حياته ونشاته
ولد بصعيد مصر بمحافظة قنا بمركز نقادة عام 1922. هو صاحب الرقم القياسي في عدد الأفلام الروائية الطويلة التي قام بتصميمها في كل تاريخ السينما المصرية بدءاً من فيلم «أنا وأنت» للمخرج أحمد بدرخان عام 1950 وانتهاءاً بآخر أفلامه «الظالم والمظلوم» للمخرج حسام الدين مصطفى عام 1999. تخرج ماهر عبد النور فى كلية الهندسة جامعة القاهرة خلال الأربعينيات حيث عمل لفترة مهندساً معمارياً قبل أن بتجه للعمل بالسينما بجانب امتلاكه لمكتب هندسي يدير من خلاله مشروعاته المعمارية الأخرى. ورغم دراسة ماهر عبد النور الأكاديمية الهندسية فقد فهم أن تمسكه الدوغماتي بالقواعد الهندسية سيعوقه عن تحقيق الشكل السينمائي الأمثل للمنظر. وقد كان لماهر ولع بكل الحيل المهنية التي تكسب المنظر ثراءاً بصرياً، مثل المستويات المتعددة، الفتحات، الأقواس والبرامق والنيشات، المعابر الكثيرة المتوازية والمتعامدة، القواطع بأشكالها وطرزها المختلفة، الأسقف، حتى لو كانت متعارضة مع ما يمليه منطق المنظر أو الطبقة الاجتماعية للشخصيات.

## مسيرته
ومثلما قدم مهندس الديكور الأشهر أنطوان بوليزويس  أفلام الرومانسية، سمة هذه المرحلة، مثل فيلم «بين الأطلال» للمخرج عز الدين ذو الفقار 1959 و«نهر الحب» لنفس المخرج 1960، قدم ماهر عبد النور العديد من تصميمات المناظر في أفلام من نفس النوعية أبرزها «دعاء الكروان» للمخرج هنري بركات 1959 و«في بيتنا رجل» لنفس المخرج عام 1961 و«لا تطفىء الشمس» للمخرج صلاح أبو سيف عام 1961. ويلاحظ في دعاء الكروان الفخامة في ديكور منزل المهندس الزراعي، والحكمدار واحتمي عبد النور في هذه الفكرة باستراحات وبيوت الريف قبل ثورة 1952، أما المنزل في «لا تطفئ الشمس» و«في بيتنا رجل» فيبدو واضحاً فيه الولع الشديد بالممرات الطويلة التي تطل عليها الغرف من الجانبين.

## أعمال
امتدت فترة عمله السينمائي من عام 1950 إلى عام 1999، وخلال 49 سنة قدم خلالها 372 عملاً كان أهمها:
فيلم «شيطان الصحراء» للمخرج يوسف شاهين، عام 1954
فيلم «اللص والكلاب» للمخرج كمال الشيخ، عام 1962
فيلم «الليلة الأخيرة» للمخرج كمال الشيخ، عام 1963
فيلم «قصر الشوق» للمخرج حسن الإمام، عام 1966
فيلم «معبودة الجماهير» للمخرج حلمي رفلة، عام 1967

## وصلات خارجية
- ماهر عبد النور على موقع IMDb (الإنجليزية)
- ماهر عبد النور على موقع الدهليز
- ماهر عبد النور على موقع قاعدة بيانات الأفلام العربية
- ماهر عبد النور على موقع قاعدة بيانات الفيلم (الإنجليزية)
- ماهر عبد النور على موقع الدهليز
- ماهر عبد النور على موقع كاروهات